# 方新 (1916年)
方新（1916年—），男，山西大同人，中华人民共和国政治人物，曾任中共青海省委统战部长，青海省政协副主席。